# Sicília sense morts (sèrie de televisió)
Sicília sense morts és una sèrie de televisió mallorquina produïda per IB3 i amb la col·laboració de TV3, À Punt i Filmin. És una adaptació de la novel·la homònima de Guillem Frontera. El rodatge va començar l'octubre de 2021 i es va estrenar a IB3 el 24 d'octubre del 2022. El 31 de juliol de 2022 es va presentar a l'Atlàntida Mallorca Film Fest. Va ser la primera sèrie de Filmin Original produïda en català.
Està dirigida per Lluís Prieto i amb Xavier Uriz i Toni Lluís Reyes com a guionistes. A més estarà protagonitzada per Fèlix Pons i Pep Tosar, amb la participació d'altres actors com Mar Fiol, Blai Llopis, Lluís Marquès, Xim Vidal, Alexandra Prokhorova, Ruth Llopis, Álvaro Baguena, Àngels Bassas, Salvador Oliva, Carles Lecha, Santi Pons, Anatoly Chugunov, Lara Martorell, Xisco Segura i Pedro Vitory.
La sèrie, de vuit capítols, està realitzada per Nova Producciones i està gravada a llocs com l'hotel Can Bordoy Grand House & Garden, l’Empresa Funerària Municipal de Bon Sosec i Son Valentí i el Consolat de Mar.

## Argument
Després que el president del Govern Balear rep en quatre ocasions una rata morta al seu despatx, s'inicia una investigació periodística que destaparà els enganys, venjances i misèries d'una sèrie de personatges.

## Repartiment
- Fèlix Pons com el President
- Pep Tosar com a Mateu
- Mar Fiol com a Aina
- Ruth Llopis com a Elvira
- Lluís Marquès com a Bassa
- Blai Llopis com a Miranda
- Álvaro Báguena com a Berrocales
- Lara Martorell com a Cecil
- Xim Vidal com a Ventura
- Santi Pons com a Bennàsser
- Carlos Lecha com a Adrià
- Xisco Segura com a Trevijano